# Oliver Trinder
Oliver Geoffrey Trinder (Dartford, 3 ottobre 1907 – Sunninghill, 12 febbraio 1981) è stato uno schermidore britannico, vincitore di una medaglia di bronzo ai campionati internazionali di scherma.